# Sokolovna v Kopřivnici

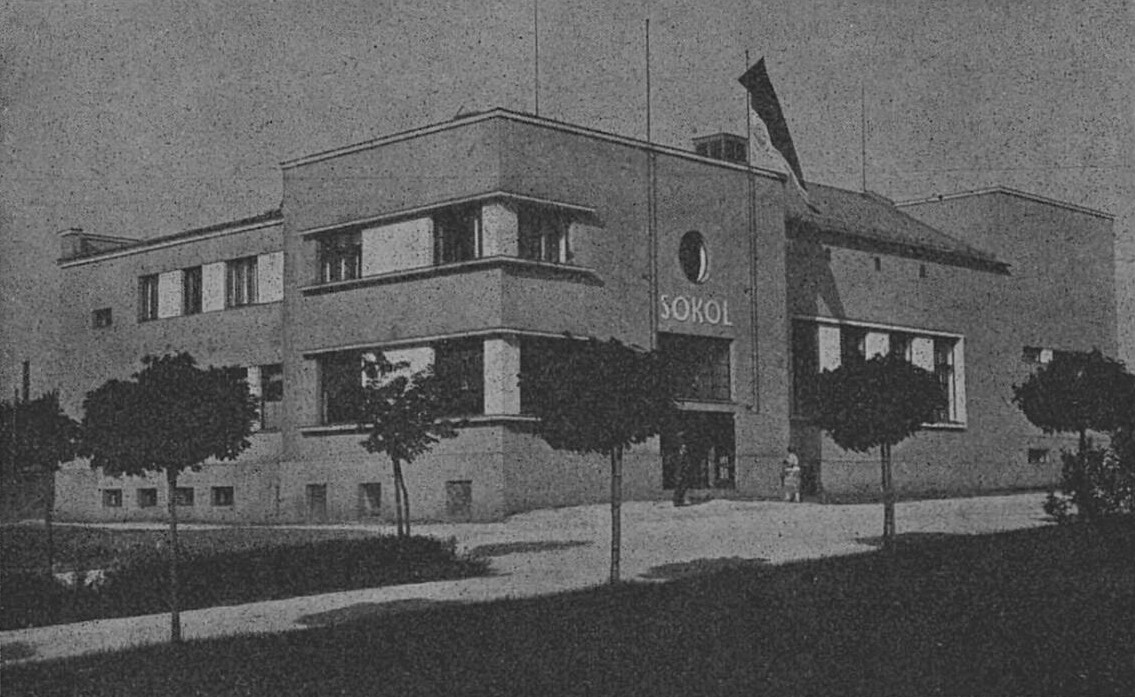
Sokolovna na otištěné fotografii z roku 1931

Sokolovna byla funkcionalistická stavba z období meziválečné První republiky. Nacházela se na Masarykově náměstí, v místě dnešního Zimního stadionu v Kopřivnici. 
Byla vybudována na pozemku, který získal Sokol v roce 1922. Nejprve se zde nacházelo cvičiště, které sloužilo především pouze v létě. Později zde byl položen základní kámen budovy sokolovny. Její výstavba trvala jen několik měsíců a otevřena byla již dne 28. října 1930. Tehdy moderní budova disponovala také kinem, které mělo kapacitu pět set diváků a sloužilo nejen pro potřeby sokolského divadla, ale hrál zde i orchestr. Rovněž disponovala i restaurací.